# غلام‌آباد (کردکوی)
غلام‌آباد روستایی در دهستان سدن رستاق شرقی بخش مرکزی شهرستان کردکوی استان گلستان ایران است.

## جمعیت
بر پایه سرشماری عمومی نفوس و مسکن در سال ۱۳۹۵ جمعیت این مکان ۱۸۹ نفر (۵۸خانوار) بوده‌است.